# Bündnis 90
Bündnis 90 (Verbond 90) was de politieke partij waarin een aantal oppositionele personen zich aaneensloten na de val van het communistische regime in de DDR in 1989.
Tijdens de val waren verschillende initiatieven en groeperingen ontstaan. Om bij de verkiezingen voor de Volkskammer van 18 maart 1990 een kans te maken, besloten onder meer de groeperingen Neues Forum, Initiative Frieden und Menschenrechte en Demokratie jetzt zich aaneen te sluiten en een nieuwe partij op te richten.
Bij de verkiezingen haalde het Bündnis 2,9 % van de stemmen, wat resulteerde in 12 zetels. Samen met de 8 parlementsleden van de Grüne Partei der DDR vormden ze één fractie: Bündnis 90/Grüne.
Na de Duitse hereniging traden Bündnis 90 en de Grüne Partei gemeenschappelijk aan voor de verkiezingen van de 12de Bondsdag, die op 2 december 1990 gehouden werden. De gemeenschappelijke lijst haalde 6,1% van de Oost-Duitse stemmen, en kon, gelet op de bijzondere regeling wat betreft de 5% drempel die bij deze verkiezingen toegepast werd (apart gehanteerd voor Oost en West), plaatsnemen in de Bondsdag (8 zetels). De West-Duitse tegenhanger, Die Grünen, haalde met 3,8% van de stemmen in de 'oude' deelstaten de kiesdrempel niet.
In mei 1993 gingen Bündnis 90/Grüne (Oost-Duitsland) en Die Grünen (West-Duitsland) op in de partij Bündnis 90/Die Grünen. Bij de Duitse parlementsverkiezingen van 16 oktober 1994 kreeg deze partij 7,3% van de stemmen en 49 zetels in de Bondsdag.